# Pixi-boekjes

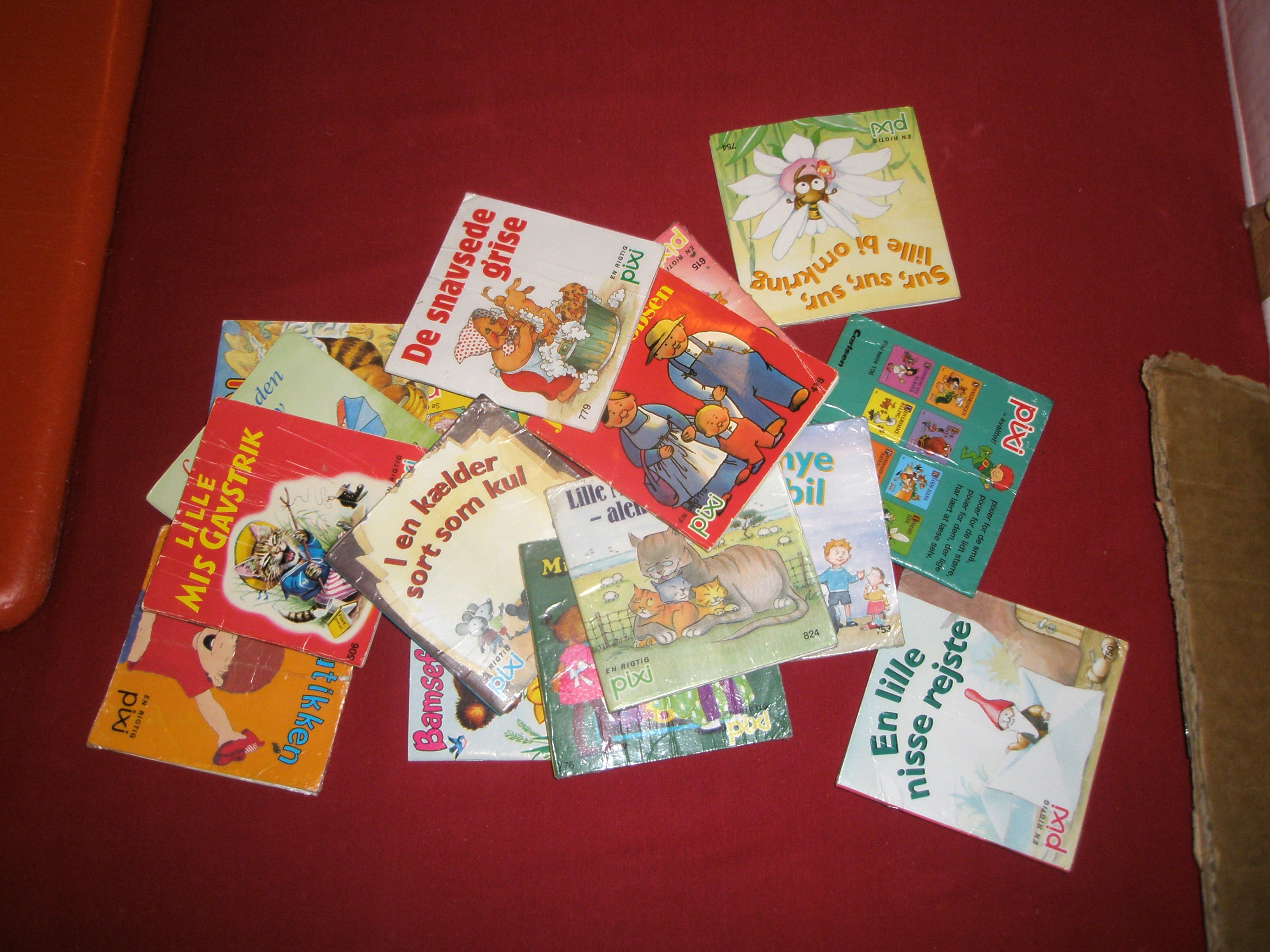
Pixi-boekjes

Pixiboekjes zijn kleine vierkante prentenboeken. Een Pixiboekje is vierkant (10 x 10 centimeter), weegt 20 gram, heeft 24 pagina's in kleur en een buigbaar, geniet omslag.

## Geschiedenis
Het eerste Pixiboekje (A Pixi Book) verscheen in 1948 in de Verenigde Staten. In Europa verschenen de eerste boekjes in 1953 in Denemarken en een jaar later in Duitsland.
In de jaren vijftig verschenen de eerste zes series van in totaal 48 Pixiboekjes. In de jaren zeventig verschenen er nieuwe series, maar werd met de nummering weer van voren af aan begonnen. In Nederland verschenen de boekjes bij uitgeverij Omnium B.V. uit Waalwijk. Ze werden tot 1996 uitgegeven.

## Terug in Nederland
Sinds september 2016 zijn de Pixi's opnieuw verkrijgbaar in Nederland, nu uitgegeven door kinderboekenuitgeverij De Vier Windstreken.
En daarbij werden de Pixiboekjes van vroeger niet vergeten. De uitgeverij begon met een serie bestaande uit dierenverhalen met ouderwetse illustraties. Deze boekjes verschenen in 1971 als een van de eerste Pixi’s. Naast deze oude Pixi's zijn er ook moderne, eigentijdse Pixiboekjes te koop. Elke serie bestaat uit acht boekjes.

## Gepubliceerde Pixi's in de jaren vijftig en zeventig
De eerste serie van acht boekjes uit de jaren vijftig:
1. Kleine Poesjes
2. Teddy en de anderen
3. Klik-Klak en de andere dieren
4. Kleine varkentjes
5. Sprookjes
6. Dierenkinderen in het bos
7. Hondenverhaal
8. Mevrouw Donsvoet en haar kinderen

De eerste boekjes van de nieuwe serie uit de jaren zeventig: 
1. Onze Auto Fabian (auteur/illustrator: Wesely, Aida, Wesely, Jaromi, 1971. Oorspronkelijke titel: Unser Auto Fabian)
2. Onze kleuterschool (auteur/illustrator: McGrath, Rhoda, 1971. Oorspronkelijke titel: Unser Kindergarten)
3. Daar komt Teddy (auteur/illustrator: Hertz, Grete Janus, 1971. Oorspronkelijke titel: Teddy hilft Vater Bär)
4. De verjaardag van tante Thea (auteur/illustrator: Hertz, Grete Janus, 1971. Oorspronkelijke titel: Tante Tea)
5. Wie maakt mijn schoentjes vast (auteur: Hertz, Grete Janus; illustrator: McGrath, Rhoda, 1971. Oorspronkelijke titel: Wer bindet mir die Schuhe zu?)
6. Het vliegende egeltje (auteur/illustrator: Hertz, Grete Janus, 1971. Oorspronkelijke titel: Peter Igel in der Luft)
7. Kijk, een hond
8. Een gebloemde paraplu
9. Snorretje
10. Twee bijzondere biggetjes
11. De kinderen van mama Miezemau
12. De streken van Kareltje Kater
13. Suusjes lammetje
14. Waggeltje, het Eendekuiken
15. Donsje
16. Op de Ponyweide
17. Beertje Beer
18. Wat ben jij groot
19. Pingo, de kleine Pinguin
20. Peter, en Muisje Muis
21. Het kleine Olifantje
22. Mevrouw Kip leert vliegen
23. De Bosexpres
24. Het wasbeertje
25. Moeder kip bakt brood
26. Boemel, de trein
27. De kleine rode bestelwagen
28. Flapoor zoekt een huis
29. De slimme schildpad
30. Mandjes groeien niet ...
31. Ik kan alles zelf
32. Mimi
33. Huize Miezemau
34. Een ontevreden veulentje
35. De dierenbus
36. Het speelgoedtreintje
37. Dierenfeest in het bos
38. Haasje bangoor
39. Hans, de dierenherder
40. Spelletjes uit de oude doos
41. Ik wil de hele wereld kleuren
42. Paul Geel en Tom Groen
43. Ik tel van 1 tot 12
44. Ik ben klein en jij bent groot
45. Een dagje bij Opa
46. Een reuze verjaardagsgeschenk
47. Moortje's avontuur
48. Het Varken dat niet naar huis wilde
49. Poes, poes, poes ...
50. Hoe wonen de dieren?
51. Kijk op de klok
52. Boten en schepen
53. De trein
54. Puppies
55. Paarden
56. Beer, pop, tol ...
57. Het vossenboek
58. Op de boerderij
59. Het auto-boek
60. Techniek in huis
61. Help, help, daar is de wolf!
62. Jan de knikkeraar
63. Een poppenhuis voor Maaike
64. Het houten lepeltje
65. Naar het bos! Heerlijk!
66. Wie zal er op Jako passen?
67. De Rattenvanger van Hameln
68. De muizenzomer (auteur/illustrator: Wrigley, Elsie, 1976)